# فافشتاتن
فافشتاتن (به آلمانی: Pfaffstätten) یک منطقهٔ مسکونی در اتریش است که در ناحیه بادن واقع شده‌است. فافشتاتن ۲٬۹۷۴ نفر جمعیت دارد.

## خواهرخوانده
شهرهای آلتسناو این اونترفرانکن و Hörstein خواهرخوانده‌های فافشتاتن هستند.